# Mihai Flamaropol
Mihai Flamaropol (n. 21 noiembrie 1919, București, România – d. 30 iunie 1985, București, România) a fost un jucător de fotbal și hocheist român. Mihai Ionescu îl caracterizează în cartea „101 idoli ai gazonului” ca fiind „înalt, subțire, ca înfățișare star de cinema, cu un mers ușor legănat, alură de decatlonist, cu o ținută vestimentară ireproșabilă, mereu în pas cu moda”.
Fotbalul l-a început la 12 ani la echipa de cartier Gloria, iar hocheiul la 17 ani la Telefoanele. La 19 ani s-a transferat la Juventus, unde a jucat între anii 1938 și 1947 (unde a devenit golgeter al primului campionat postbelic) atât ca hocheist cât și ca fotbalist, alternând sporturile în funcție de sezon. La 32 de ani, Mihai Flamaropol devenind jucător de fotbal la CCA și în același timp jucător de bază în echipa de hochei a aceluiași club, unde a devenit ulterior și antrenor, până la 40 de ani. După retragere, s-a consacrat carierei de antrenor de hochei, reușind performanțe notabile cu Steaua București (5 titluri de campioană națională - în 1953, 1955, 1956, 1958 și 1959), Dinamo și cu echipa națională. După anul 1975, Mihai Flamaropol a devenit scriitor, povestind din experiența de jucător și antrenor.
S-a stins din viață pe 30 iunie 1985, fiind înmormântat la cimitirul Bellu. Astăzi, patinoarul Clubului Sportiv al Armatei "Steaua" (fosta CCA) poartă numele de Mihai Flamaropol.

## Distincții
- Ordinul „Meritul Sportiv” clasa a III-a (25 octombrie 1966) „pentru rezultatele deosebite obținute în competițiile sportive internaționale, precum și pentru contribuția valoroasă adusă la dezvoltarea culturii fizice și sportului în țara noastră”[2]

## Cărți publicate
- Hochei pe gheață (1962)
- 50 de ani de hochei în România (1976)
- Amintiri din fotbal și hochei (1981)
- Fotbal (1984)
- Fotbal – cadran mondial (1984)
- Fotbal – cadran românesc (1986)
- Însemnările unui sportiv